# Monts-sur-Guesnes
Monts-sur-Guesnes [mɔ̃ syʁ ɡɛn] ist eine französische Gemeinde mit 917 Einwohnern (Stand: 1. Januar 2022) im Département Vienne in der Region Nouvelle-Aquitaine; sie gehört zum Arrondissement Châtellerault und zum Kanton Loudun (bis 2015: Kanton Monts-sur-Guesnes).

## Geographie
Monts-sur-Guesnes liegt etwa 39 Kilometer nordnordwestlich von Poitiers. Das Gemeindegebiet wird im Süden und Westen vom Fluss Briande tangiert. Umgeben wird Monts-sur-Guesnes von den Nachbargemeinden Dercé im Norden, Prinçay im Osten und Nordosten, Saires im Osten und Südosten, Verrue im Süden sowie Guesnes im Westen.

## Bevölkerungsentwicklung
| Jahr                      | 1962 | 1968 | 1975 | 1982 | 1990 | 1999 | 2006 | 2013 |
| Einwohner                 | 801  | 713  | 653  | 642  | 620  | 641  | 626  | 732  |
| Quelle: Cassini und INSEE |      |      |      |      |      |      |      |      |

## Sehenswürdigkeiten
- Kirche Saint-Laurent-et-Saint-Hilaire aus dem 18. Jahrhundert
- Schloss Monts mit Kapelle aus dem 15. Jahrhundert, seit 1979 Monument historique
- Schloss Purnon aus dem 15. Jahrhundert

## Gemeindepartnerschaften
Mit der belgischen Gemeinde Momignies in der Provinz Hainaut (Wallonien) besteht eine Partnerschaft.